# Клада (Сењ)
Клада је насељено мјесто у саставу града Сења у Личко-сењској жупанији, Република Хрватска.

## Географија
Налази се око 25 км јужно од Сења.

## Становништво
Насеље је на попису становништва из 2011. године имало 39 становника.

## Попис1991.
На попису становништва 1991. године, Клада је имала 49 становника, сљедећег националног састава:
| Попис 1991.‍ | Попис 1991.‍ | Попис 1991.‍ | Попис 1991.‍ | Попис 1991.‍ |
| ----------- | ----------- | ----------- | ----------- | ----------- |
|             |             |             |             |             |
| Хрвати      | Хрвати      |             | 41          | 83,67%      |
| остали      | остали      |             | 8           | 16,33%      |
| укупно: 49  |             |             |             |             |